# Tongeren

Tongerens vapen.

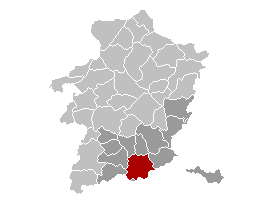
Tongerens läge inom provinsen Limburg.

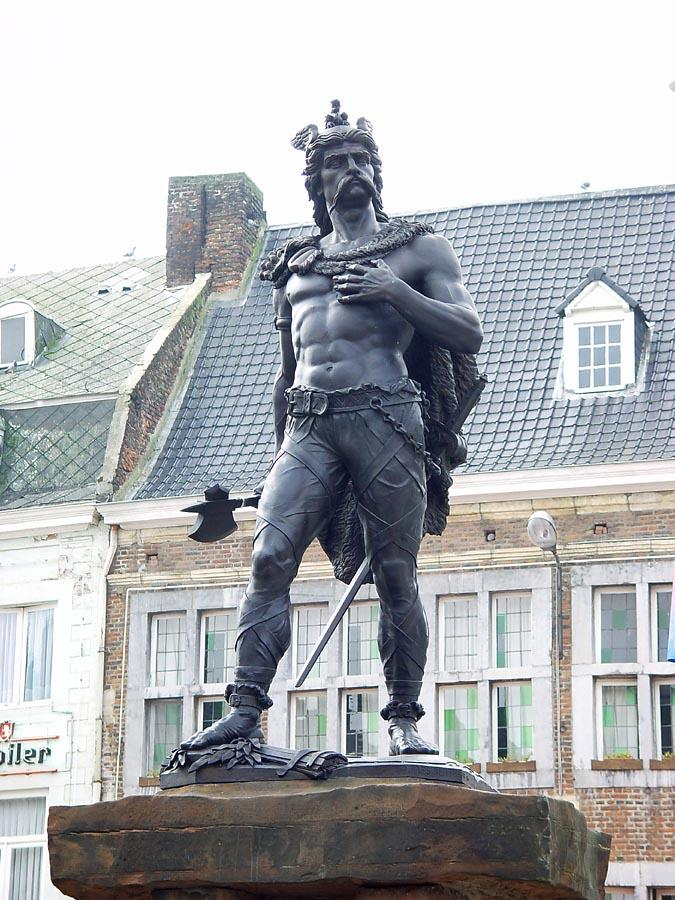
Ambiorix.

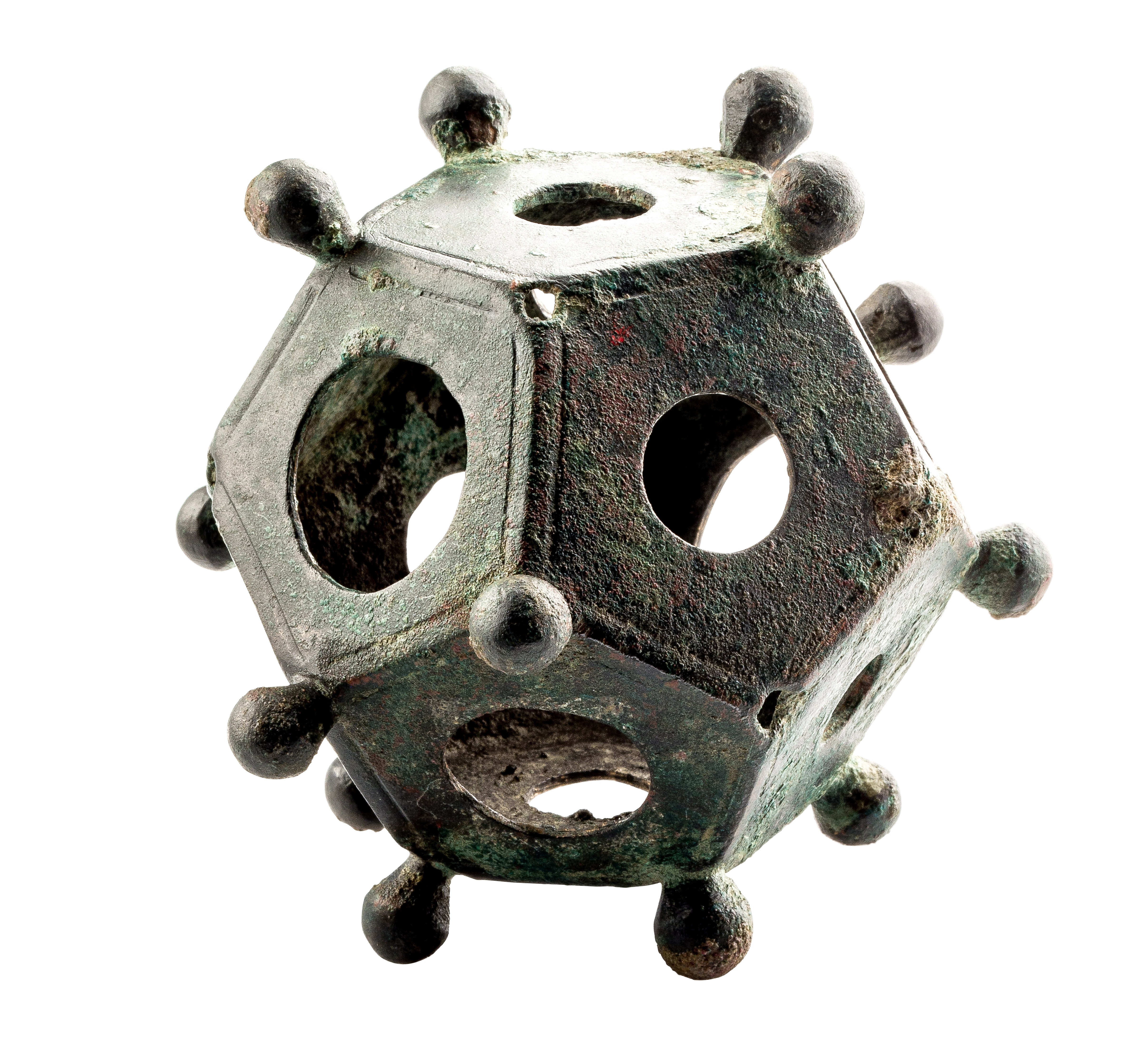
Dodecaëder i brons, fyndplats Tongeren, Leopoldwal, 1939, Gallo-Romeins Museum Tongeren.

Tongeren (franska: Tongres, latin: Atuatuca Tungrorum)  är en stad och kommun i södra delen av den belgiska provinsen Limburg. Staden är huvudstad i ett administrativt distrikt och säte för en division av Limburgs rättsdistrikt. Tongeren ligger vid floden Jeker i Haspengouw-regionen.
År 2019 har kommunen cirka 31 000 invånare på en yta av 87,56 km², vilket gör den till den nionde kommunen i Limburg och den 77:e kommunen i Belgien när det gäller befolkning. Stadskärnan har cirka 16 000 invånare. Resten av befolkningen lever spridda över de 16 delkommuner som annekterades under fusionsvågorna 1972 och 1977. En invånare i Tongeren kallas för en Tongeraar eller Tongenaar. På grund av närvaron av olika utbildnings- och omsorgsinstitutioner är staden ett regionalt centrum för sydöstra Limburg. Det är också en viktig rättsstad för provinsen eftersom domstolen i Limburg ligger i Tongeren.

## Historia

### Atuatuca Tungrorum
Romarna hänvisade till Tongeren som Aduatuca Tungrorum eller Atuatuca Tongrorum, och det var huvudstad i den stora romerska provinsen Civitas Tungrorum, ett område som täckte det moderna belgiska Limburg, och åtminstone delar av alla områden runt det. Före de romerska erövringarna var detta område bebott av den grupp av belgiska stammar som kallas Germani cisrhenani. (Trots att de är kända som germanerna, diskuteras det om de talade ett germanskt språk, och namnen på deras stammar och deras ledare var keltiska.) Specifikt var Eburonerna den största av dessa stammar och den som bodde runt Tongeren.
Caesar kallade eburonernas fort Aduatuca, och det har lett till ett allmänt accepterat förslag att detta kan likställas med Tongeren.
Under Julius Caesars fälttåg i denna del av Gallien under det första århundradet f.Kr., gjorde Belgae uppror mot Caesars fälttåg, ledd av eburoner. De förstörde en legion som hade krävt rätten att övervintra bland dem 54 f.Kr. Caesar rapporterade att han sålde Aduatuci till slaveri och tillintetgjorde namnet på eburonerna, av vilka många dock rapporterade att de hade flytt framgångsrikt, inklusive Ambiorix, ledaren för revolten. Istället för att riskera romerska liv för att förfölja dem bjöd han in stammar från över Rhen, såsom Sugambri att komma och plundra. Detta slogs tillbaka när Eburones påpekade för Sugambri att romarna hade allt byte vid Aduatuca och var det mer attraktiva målet.
Tungri  kom att dominera detta område under romartiden, och är anledningen till namnet på det moderna namnet Tongeren. Tacitus säger att Tungri var ett nytt namn för de ursprungliga stammarna som tidigare kallats germanerna. Men många moderna författare tror att den gallo-romerska befolkningen i området innehöll en betydande mängd nyare germanska invandrare från andra sidan floden Rhen i nuvarande Tyskland.  Tongeren ligger på den viktiga vägen (Via Belgica) som förbinder Köln med Bavay via Liberchies, och omgiven av de bördiga markerna i Hesbaye-regionen, och blev snabbt en av de största gallo-romerska administrativa och militära städerna under det första århundradet. Den drabbades av en destruktiv brand under den bataviska belägringen år 70 e.Kr., som var en del av den bataviska revolten. Under det andra århundradet reste den en försvarsmur, vars delar fortfarande kan ses idag. Typiska romerska byggnader byggdes i staden, medan villor och flera höggravar (tumuli) ligger kvar runt Tongeren.
År 358 träffade den blivande kejsaren Julian, i Tongeren, en delegation av saliska franker som nyligen hade bosatt sig i Toxandria (den moderna Campine-regionen), norr om Tongeren. De ville ha fred men talade "som om marken de hade lagt beslag på var deras egen". Julian gav tvetydiga svar och sedan efter mötena skickade han en överraskningsattack längs floden Maas eller Meuse, och "de mötte honom med bön snarare än med motstånd, fick han underkastelse från dem och deras barn". De blev allt viktigare efter denna tid. Zosimus rapporterar att Julian använde dem som en del av sina styrkor i strider mot andra germanska stammar.

### Medeltiden

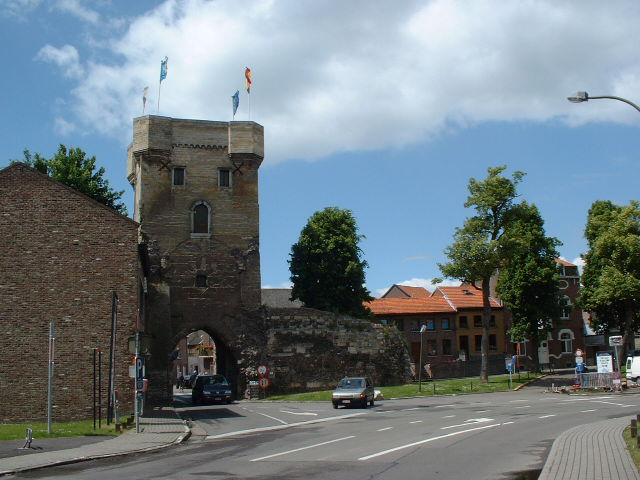
Den monumentala "Moerenpoort", en port i den medeltida stadsmuren.

Redan på 300-talet, precis när de saliska frankerna slog sig ner i norr, blev staden centrum för ett kristet stift under inflytande av Sankt Servatius, biskop av Tongeren, som dog 384 e.Kr. Under tiden var frankerna i norr och öster hedniska och så många områden måste omvändas under loppet av de följande århundradena, med flera missionärer som blev martyrer. Sätet för det tungriska biskopsrådet flyttade dock så småningom till närliggande Maastricht, efter att Saint Servatius begravdes nära de romerska städerna där. Långt senare blev Liège säte för det som skulle bli det romersk-katolska stiftet Liège, kyrkans motsvarighet till Civitas Tungrorum. Detta var viloplatsen för Saint Lambert av Maastricht, en av de sista missionärerna i området, som dog omkring 700 e.Kr. Aduatuca Tungrorum kan ha förstörts av hunnerna år 451 e.Kr. Tongeren tappade därför en viss betydelse under denna period.
Vågor av germanska nybyggare och inkräktare förändrade området avsevärt. Merovingertiden mellan 400- och 700-talet är inte väldokumenterad. Byggandet av en ny kyrka och grundandet av ett kannikkapitel ägde rum på karolingisk tid, precis på den plats där de gamla biskoparnas hus stod och där basilikan står än idag. Byggandet av den nuvarande basilikan började i början av 1200-talet i den förhärskande gotiska stilen från den perioden. Andra byggnader lades till den religiösa kärnan av staden, inklusive nya kommersiella områden, sjukhus och hantverkarkvarter. På 1200-talet byggdes också den medeltida försvarsmuren, flera nya kyrkor och kloster. 
Staden blev år  (980-1795) en av "bonnes villes" ("bra städer") i furstbiskopsdömet Liège.

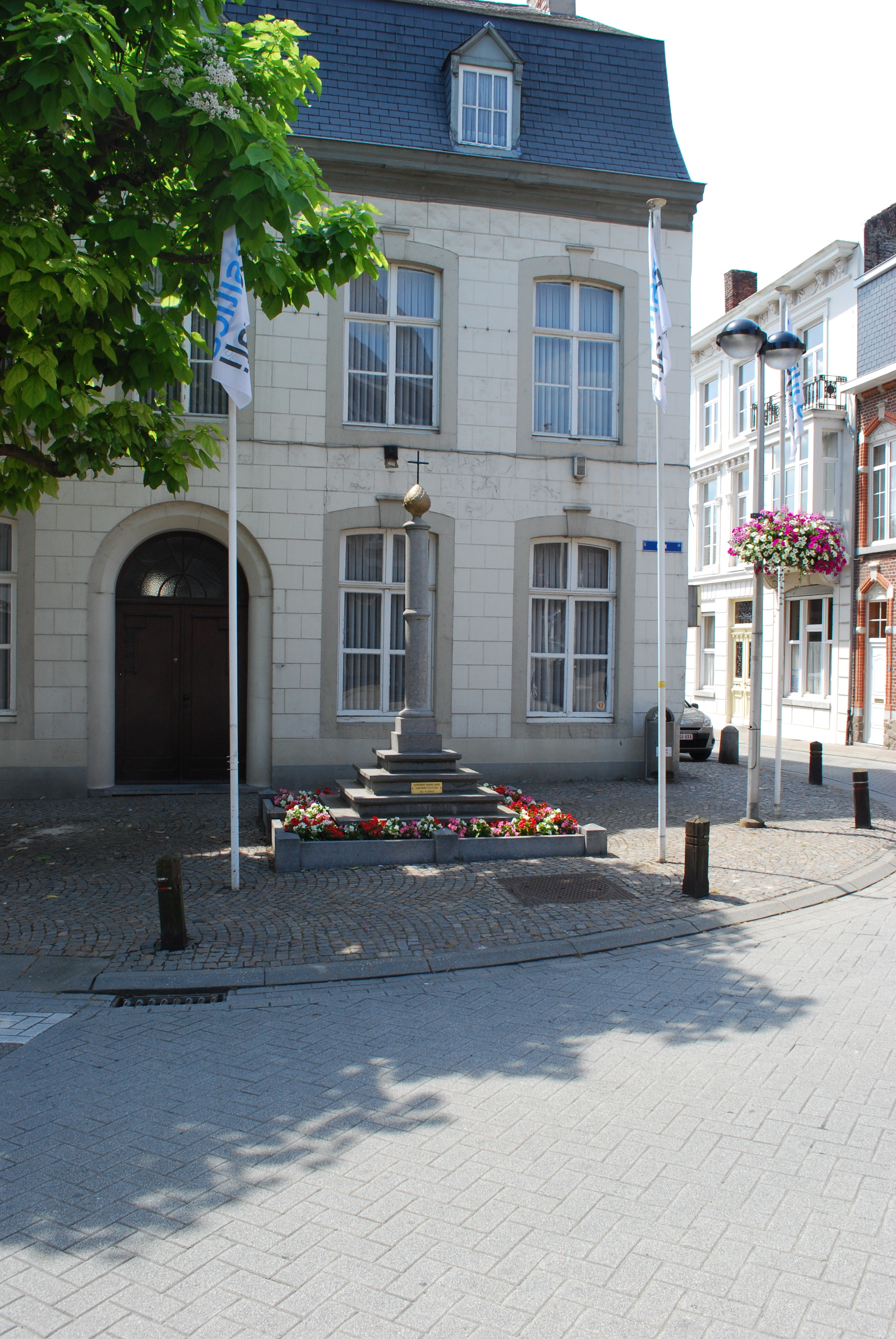
'Het Plein' med en Perron, den historiska symbolen för att vara en av "bonnes villes" ("bra städer").

### Från 1600-talet fram till nutid
1677 brändes staden nästan helt av Ludvig XIV:s trupper, en katastrof som Tongeren aldrig helt återhämtade sig från. Stadens återfödelse är från efter 1830.
Tongeren är för närvarande den rättsliga huvudstaden i provinsen Limburg.

## Stadsdelar/Byar
Utöver stadskärnan har den sammanslagna(1977) kommunen 16 stadsdelar: Berg, Diets-Heur, Henis, 's Herenelderen, Koninksem, Lauw, Mal, Neerrepen, Nerem, Overrepen, Piringen, Riksingen, Rutten, Sluizen, Vreren och Widooie. Byarna Blaar, Mulken och Offelken ligger på territoriet för delkommunen Tongeren. Av dessa tre byar är Mulken den enda som ännu inte flutit samman med stadskärnan. Mulken skiljs från stadskärnan av Beukenberg och rekreationsområdet kring gamla Pliniusbron. Vissa stadsdelar har också en by inom sitt territorium, som byn Hamal i Rutten, Ketsingen i Berg, Klein-Mal i Mal, Kolmont i Overrepen och Verhenis i Henis.
|      | Namn            | Invånare (2017) | Area (km²) | Befolkningstäthet (inv./km²) | Karta över stadsdelarna/byarna |
| ---- | --------------- | --------------- | ---------- | ---------------------------- | ------------------------------ |
| I    | Tongeren        | 16 353          | 13,19      | 1 240                        | Tongeren                       |
| II   | Koninksem       | 1 912           | 5,08       | 376                          | Tongeren                       |
| III  | Neerrepen       | 288             | 3,69       | 78                           | Tongeren                       |
| IV   | Riksingen       | 1 080           | 2,41       | 448                          | Tongeren                       |
| V    | Henis           | 937             | 3,64       | 257                          | Tongeren                       |
| VI   | Berg            | 1 057           | 5,66       | 187                          | Tongeren                       |
| VII  | Mal             | 1 129           | 3,99       | 283                          | Tongeren                       |
| VIII | Sluizen         | 688             | 2,92       | 236                          | Tongeren                       |
| IX   | Nerem           | 930             | 4,00       | 233                          | Tongeren                       |
| X    | Vreren          | 1 780           | 6,93       | 257                          | Tongeren                       |
| XI   | Diets-Heur      | 362             | 3,96       | 91                           | Tongeren                       |
| XII  | Rutten          | 864             | 10,52      | 82                           | Tongeren                       |
| XIII | Lauw            | 1 058           | 6,48       | 163                          | Tongeren                       |
| XIV  | Widooie         | 395             | 3,47       | 114                          | Tongeren                       |
| XV   | Piringen        | 913             | 4,56       | 200                          | Tongeren                       |
| XVI  | Overrepen       | 635             | 3,64       | 174                          | Tongeren                       |
| XVII | 's Herenelderen | 547             | 3,42       | 160                          | Tongeren                       |
|      | Total           | 30 928          | 87,56      | 353                          | Tongeren                       |

Källa: Rijksregister

Verwerking: provincie Limburg – Directie Mens – Steunpunt Sociale Planning

Anmärkning: Befolkningsantal är baserat på data ur rijksregister och kan därför variera från det definitiva befolkningsantal.

## Sport
Volleybollklubben Datovoc Tongeren kommer från staden. Deras damlag har blivit belgiska mästare sju gånger och belgiska cupmästare sex gånger.

## Sevärdheter
- Beginergården, "Sint-Catharinabegijnhof" som grundades 1257, har listats som en av UNESCO:s världsarvslista sedan 1998.[5]  Dess inhägnadsmur förstördes på artonhundratalet: den skilde begyngården från resten av staden och garanterade därmed lugn och ro för det lilla religionsinspirerade samhället. På 1600-talet räknade begyngården omkring 300 begyner; den kunde också överleva branden 1677 som förstörde större delen av staden.
- Tongerenbasilikan (Onze-Lieve-Vrouwe Basiliek), byggd i gotisk stil på 1200-talet, där de senaste utgrävningarna har producerat några av de rikaste arkeologiska fynden i Flandern. Arkeologiska utgrävningar har bevisat närvaron av en byggnad här från och med 300-talet, medan ett karolingiskt bönehus fanns här på 800-talet. Byggandet av den nuvarande basilikans kör började 1240. Mellan 1200- och 1400-talet tillkom långskepp, tvärskepp och sidokapell. Det ursprungliga romanska tornet ersattes av det nuvarande, 64 meter höga (210 fot) gotiska tornet från 1442 till 1541. Basilikans interiör är hem för statyn av Vår Fru av Tongeren, uppförd 1475. Skattkammaren är inrymd i den före detta kapitlets sal och omfattar en av de rikaste samlingarna av religiös konst i Belgien. Klocktornet var inskrivet på Unescos världsarvslista som en del av platsen för Belfries i Belgien och Frankrike 1999.[6]
- St. Katarina-kyrkan, byggd i gotisk stil 1294 men modifierad senare i olika stilar. Konstverk inkluderar predikstolen från 1711 av Robrecht Verburgh, huvudaltartavlan av Gaspar de Crayer (1600-talet) och en skulptur av "den lidande Kristus", donerad av begynn Anna de Floz.
- Gallo-romerska museet, som inrymmer keltiskt guld, romerska glasvaror, merovingiska filigranarbeten och en romersk dodekaeder, ett ovanligt gallo-romerskt föremål som hittades under utgrävningar i slutet på 1930-talet.
- Den ursprungliga romerska muren, med anor från andra århundradet, fortfarande synlig i mer än 1 500 meter.
- Några av de medeltida försvarstornen, också synliga än idag.
- Staty av Ambiorix, uppförd 1866.
- Flera Tumuli (gravhögar) finns runt om i staden.
- Pliniusparken har Pliniuskällan, en naturlig källa som beskrevs av Plinius den äldre 77-79 e.Kr.
- På platsen för ett tidigare romerskt tempel i Keverstraat, kan en modern representation av det templet hittas. Eftersom inga ritningar, förutom planritningarna, av det ursprungliga templet finns, har allt byggts om upp till 1 meter högt.
- Dels 3 meter under Onze-Lieve-Vrouwe Basiliek och dels inne i basilikan visar Teseum-museet de arkeologiska fynden vid basilikans plats, samt utställningar om kyrkans historia.